# Jane Peters
 (février 2022).
 (février 2022).
 (février 2022).
Si vous disposez d'ouvrages ou d'articles de référence ou si vous connaissez des sites web de qualité traitant du thème abordé ici, merci de compléter l'article en donnant les références utiles à sa vérifiabilité et en les liant à la section « Notes et références ».
Jane Peters (née à Adélaïde en 1963) est une violoniste australienne. 

## Biographie

### Enfance et débuts
Elle fait ses débuts à dix ans avec le Concerto de Mendelssohn et l’Introduction et Rondo Capriccioso de Camille Saint-Saëns. Deux ans plus tard, elle remporte le premier prix du concours Showcase de la télévision australienne.
Jane Peters entreprend alors une tournée en Europe pendant quatre mois et joue avec l’orchestre de Monte-Carlo le Concerto de Mendelssohn et le Double concerto de Bach où Henryk Szeryng et Ivry Gitlis sont successivement ses partenaires. Elle fait également une apparition remarquée au Grand Échiquier de Jacques Chancel. En 1986, elle obtient le troisième prix et le prix du public au Concours international Tchaïkovski à Moscou.

### Paris
Jane Peters s’établit alors à Paris. Elle mène une carrière internationale et se produit dans de nombreux festivals : Marlboro (États-Unis d'Amérique), IMS Prussia Cove (Cornouailles), Cheltenham, Huddersfield, et Spittalsfield, (Angleterre), Barossa (Australie), Saintes (France où elle donne aux côtés d’Alain Planès un récital de musique française). Elle a également présenté, en 1992, une série de concerts consacrés aux œuvres de Xenakis (Scala de Milan, Opéra de Sydney, Festival d’automne à Paris).

### Prix et consécration
En 1994, elle obtient le prix international Pro Musicis. Grâce à ce prix, elle joue de plus en plus souvent dans des salles prestigieuses (à Paris, Rome, Hong-Kong, Boston, Los Angeles, etc.) Il lui arrive de passer commande d’œuvres à des compositeurs, comme elle l’a fait notamment avec sa compatriote Elena Kats-Chernin. Elle a également créé, en juin 2005, le poème élégiaque pour violon solo La Plainte d'Orphée du compositeur normand Christophe Queval, qui lui est d'ailleurs dédié[citation nécessaire]. 
Toujours en 1994, elle est invitée parmi les membres du jury au concours Tchaïkovski. En 1996, Jane Peters fait ses débuts new-yorkais au Weil Hall du Carnegie Hall. Elle a joué avec Byron Janis au Lincoln Center à New York au profit de la Fondation Pro Musicis. Depuis 1996, elle représente l’Australie en tant que Arts Ambassador.
En octobre 1999, elle joue le Concerto de Schumann avec Philippe Herreweghe et le Koninklijk Filharmonisch
à Anvers. Au cours de ces dernières années, elle a donné les concertos de Felix Mendelssohn et Philip Glass en Australie et le Concerto pour violon de Tchaïkovski, Tzigane de Ravel, et la deuxième Rhapsodie de Bartók avec l’Orchestre de BBC Wales.
En 2000 et 2002, elle a interprété les deux Concertos de Prokofiev, l’un avec l’Orchestre de Picardie dirigé par Pierre Bartholomée, l’autre avec le Symphony de Melbourne sous la direction de Paavo Järvi. En 2003, elle a joué en récital au Wigmore Hall de Londres. 
Depuis janvier 1999, elle est violon solo hors catégorie de l’Orchestre de l'Opéra de Rouen, dirigé par Luciano Acocella qui a pris la suite d'Oswald Sallaberger, Oswald Sallaberger restant le chef fondateur de l'orchestre. Avec l'orchestre de l'opéra de Rouen, Jane Peters a joué en soliste les concertos pour violon de Brahms, Sibelius, Mendelssohn, Bach, Bério, Mozart, Saint-Saëns, Adams et prochainement Korngold.
En 2021, l'Opéra de Rouen annonce vouloir se séparer d'elle mais le conseil de prud'hommes annule les effets de son licenciement. Par deux fois la cour d'appel donne raison à l'Opéra de Rouen: le 1er septembre 2021 en suspendant l’exécution du jugement et le 27 janvier 2022 en la déboutant de sa demande de réintégration. 
Le 25 novembre 2021, après avoir saisi au fond le Conseil de prud'hommes d'une demande de nullité de son licenciement, le conseil confirme en première instance par un jugement du 26 janvier 2023 son licenciement.

## Discographie
Jane Peters a enregistré un disque chez Abeille Musique, consacré aux œuvres pour violon et piano de Robert et Clara Schumann, en compagnie de Julius Drake. Elle a reçu le Diapason d’or pour son enregistrement des œuvres de Xenakis (Mode Records à New York). En 1998, elle a également enregistré un disque live du concerto de Tchaïkovski à l’occasion d’une tournée européenne avec l’Orchestre des Jeunes d’Australie dirigé par Cristoph Eschenbach. Jane Peters a enregistré aussi un double CD avec les solistes de l'opéra de Rouen Haute-Normandie, contenant des œuvres de Gabriel Fauré, Camille Saint-Saêns, Maurice Ravel, Claude Debussy et Albert Roussel et également un CD des Quatre Saisons de Vivaldi ainsi que le Concerto Brandebourgeois n°5 en compagnie de Jean-Christophe Falala (flûte) et Kenneth Weiss (clavecin).